# Српска православна црква Светог арханђела Гаврила у Платичеву
Српска православна црква Светог арханђела Гаврила у Платичеву, месту у општини Рума, подигнута је крајем 18. века и има статус споменика културе од великог значаја.

## Изглед
Црква у Платичеву је посвећена арханђелу Гаврилу, саграђена је као једнобродна грађевина, уобичајене основе, са барокним звоником високим око 25 метара. Фасада је хоризонтално подељена високим соклом и кровним венцем, а вертикално плитким пиластрима, док су од декоративних елемената наглашене две акротерије на странама звоника као и корнише испод прозора. Западни и јужни портал такође су декоративно обрађени. Апсида има три прозора, а на звонику су по два отвора са сваке стране. Горњи делови прозора су застакљени разнобојним стаклом у облику шах поља.
Резбарија иконостаса дело је непознатог мајстора са краја 18. или с почетка 19. века, док се за иконе из 1802. године зна да су дело Стефана Гавриловића и брата Илије, златара. Иконостас чине две зоне. Ентеријер, почев од пластичних украса на зидовима разнобојног пода, закључно са намештајем, чини јединствену стилску целину.